# Summitville (Ohio)
Pour les articles homonymes, voir Summitville.
Summitville est une localité du comté de Columbiana, en Ohio, au nord-est des États-Unis d’Amérique. La commune compte 108 habitants en l’an 2000. 